# Dilgo Khyentse
Dilgo Khyentse (Trashi Peljor) (Derge (Kham), 1910 - 1991) was een Tibetaans geestelijke in de vajrayana, dichter, leraar en stond tussen 1987 tot 1991, als opvolger van Dudjom Rinpoche aan het hoofd van de nyingmaschool van het Tibetaans boeddhisme.
Khyentse speelde een grote rol bij de verspreiding van het Tibetaans boeddhisme buiten Tibet. Hij speelde daarnaast een belangrijke rol in de eclectische Rimé-beweging. In 1976 liet Dilgo Khyentse een vervolguitgave van de Rinchen Terzö drukken in Paro in Bhutan, die 111 delen omvat.

## Biografie

### Jeugd
Hij werd geboren in 1910 in de Denhok-vallei van Kham in het toenmalige koninkrijk Dergé, in het oosten van Tibet. Hij was een afstammeling van de 9e-eeuwse koning Trisong Detsen. Zijn vader was minister onder de koning van Derge. Op 7-jarige leeftijd werd hij herkend als reïncarnatie van Jamyang Khyentse Wangpo door Shechen Gyaltsap Rinpoche (1871–1926). Dit gebeurde in het klooster van Shechen, een van de zes belangrijke kloosters van de Nyingma-stroming. In de daaropvolgende jaren ontving hij een uitgebreide scholing van verschillende leraren, trainingen in meditatie, en studeerde dharma en tantra.
Zijn belangrijkste leermeesters waren Shechen Gyaltsap Rinpoche en Dzongsar Khyentse Chokyi Lodro (1893–1959). Nadat hij deze basisopleidingen (Ngöndro) had voltooid, bracht hij het grootste deel van de volgende 13 jaar in afzondering door, in afgelegen hermitages en grotten nabij zijn geboorteplaats.

### Boeddhistische studies
Nadat hij op de leeftijd van 28 jaar zijn teruggetrokken bestaan beëindigde, bracht Khyentse vele jaren door met Dzongsar Khyentse Chokyi Lodro. Nadat deze leermeester Khyenste veel had bijgebracht over de terma's van de nyingma-stroming, wilde Dilgo Khyentse de rest van zijn leven in afgezonderde meditatie doorbrengen. Maar Khyentse Chokyi Lodro zei tegen hem: "De tijd is gekomen om anderen te onderwijzen en aan hen door te geven de talloze kostbare onderrichtingen die je zelf hebt ontvangen."
Aanvullend volgde hij nog onderwijs aan het Palpungklooster bij Pema Wangchug Gyalpo, de 11e Tai Situ, onder andere over het oude Guhyagarbha Tantra en de diverse commentaren daarop. Later beschouwde de 14e dalai lama hem als zijn belangrijkste leraar op het gebied van de Nyingma-traditie en Dzogchen. Khyentse was ook een van de leraren van Chögyam Trungpa.
De specialisatie van Dilgo Khyentse Rinpoche betrof: metafysica in het Tibetaans boeddhisme, de gehele dzogchen-training, de zeven geheime leren, Yangtig Nagkpo Sergye Druchig en de leringen van Nyingtic Yeshe Lama, Yonten Zod en Rinchen Terzö.

### Naar Tibet
In de jaren 1950, toen onlusten uitbraken in Kham als antwoord op de Chinese communistische regering, ging Khyentse met zijn familie naar Centraal-Tibet, met achterlating van zijn collectie dharmaboeken en de meeste van zijn eigen geschriften. Na de opstand in Tibet van 1959 en het vertrek van de 14e dalai Lama, vertrokken ook Khyentse, zijn familie en enkele volgelingen. Daaronder waren ook zijn broer, de 9e Sangye Nyenpa Rinpoche, en Tenga Rinpoche, naar Bhutan. De koninklijke familie van Bhutan nodigde hem uit daar te blijven en onderwijs te geven.
Later, toen hij regelmatig onderwijs gaf aan de 14e dalai lama in Dharamsala in India, breidde hij zijn werkgebied uit over het Himalayagebied, India, Zuidoost-Azië en het Westen. Hij schreef gedichten, meditatieteksten en commentaren. Ook kan hij Tertön genoemd worden: hij zou veel terma's hebben ontdekt. 
In 1980 richtte hij het Shechen Tennyi Dargyeling-klooster in Nepal op, wat een nieuwe thuisbasis werd voor de Shechen-traditie. Dit klooster staat nabij de grote stoepa van Boudhanath, ten noordoosten van Kathmandu. Jarenlang gaf hij er onderricht aan honderden lama's, volgelingen en studenten van over de hele wereld. Ook publiceerde hij in deze periode meer dan 300 werken over het Tibetaans boeddhisme. Dit deed hij tot aan zijn overlijden in 1991.

### Laatste jaren
Hij was een van de weinige Tibetaanse lama's die de eretitel "Zijne Heiligheid" kreeg. Na het overlijden van de Dudjom Rinpoche in 1987, Jigdral Yeshe Dorje, werd Dilgo Kyentse de hoogste geestelijke van de Nyingma-traditie, tot aan zijn overlijden op 28 september 1991 in Bhutan. De crematieceremonie in november 1992 nabij Paro in Bhutan, nam drie dagen in beslag en werd bijgewoond door meer dan 100 lama's, de koninklijke familie en ministers van Bhutan, rond 500 westerse volgelingen en 50.000 belangstellenden.

## Dilgo Khyentse Yangsi Rinpoche

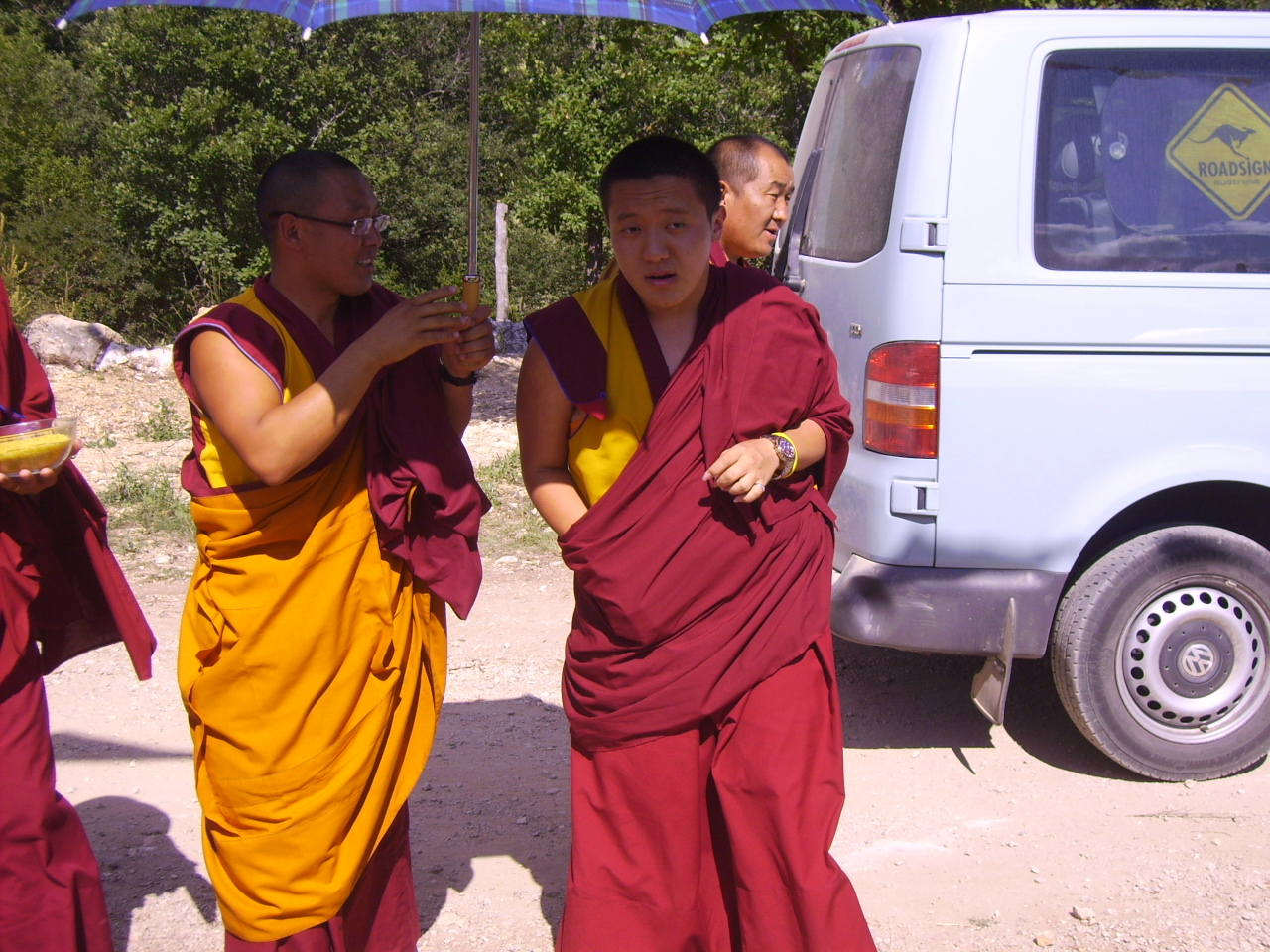
Dilgo Khyentse Yangsi Rinpoche in Nyima Dzong

Toen Khyentse Rinpoche overleed, vroegen zijn studenten aan Trulshik Rinpoche, zijn oudste discipel, om zijn reïncarnatie te vinden. Dilgo Khyentse Yangsi Rinpoche, ook bekend onder de naam Ugyen Tenzin Jigme Lhundrup, werd geboren in Nepal op 30 juni 1993. 
Hij was de zoon van Tsikey Chokling Rinpoche en broer van Phakchok Rinpoche, en werd in december 1995 aangewezen als de reïncarnatie van Dilgo Khyentse Rinpoche.
In 2015 bezocht hij het pas geopende Boeddhistische centrum in Aldershot, Verenigd Koninkrijk.

## Films
De film Spirit of Tibet: Journey to Enlightenment, The Life and World of Dilgo Khyentse Rinpoche werd uitgebracht in 1998. Deze film was geproduceerd door Matthieu Ricard (Frans fotograaf, auteur en boeddhistisch monnik), die 14 jaar met Khyentse had opgetrokken. De film toont het verhaal van Khyentse vanaf zijn geboorte tot zijn overlijden en wedergeboorte, zijn vlucht uit Tibet en zijn vastberadenheid om het boeddhisme te bewaren en door te geven. De film toont zelden gefotografeerde delen van Tibet, Bhutan en Nepal. De film bevat ook interviews met de dalai lama, die spreekt over zijn spirituele leven.
De film Brilliant Moon: Glimpses of Dilgo Khyentse Rinpoche, geschreven en geregisseerd door Neten Chokling, en verteld door Richard Gere en Lou Reed, gebruikt animatie, niet eerder vertoonde archiefbeelden en foto's en interviews met boeddhistische meesters uit Tibet die het levensverhaal van Dilgo Khyentse vertellen.